# Perruche de Malherbe
Cyanoramphus malherbi
Pour les articles homonymes, voir Malherbe.
Espèce
Statut de conservation UICN

 CR A2bce : 
En danger critique
Statut CITES
Le Kakariki de Malherbe (Cyanoramphus malherbi) est l'une des sept espèces vivantes appartenant au genre Cyanoramphus, deux autres espèces sont en effet aujourd'hui éteintes.
Cet oiseau est dédié au naturaliste français, Alfred Malherbe (1804-1866).

## Description
Le Kakariki de Malherbe se reconnaît à son front orange. Il mesure environ 20 cm.

## Répartition
Cet oiseau peuple l'île du Sud (Nouvelle-Zélande).